# 1424 Sundmania
1424 Sundmania је астероид главног астероидног појаса. Приближан пречник астероида је 70,75 ,
а средња удаљеност астероида од Сунца износи 3,185 астрономских јединица (АЈ).
Инклинација (нагиб) орбите у односу на раван еклиптике је 9,178 степени, а орбитални период износи 2076,805 дана (5,685 година). Ексцентрицитет орбите астероида износи 0,063.
Апсолутна магнитуда астероида износи 9,50 а геометријски албедо 0,055.
Астероид је откривен 9. јануара 1937. године.